# Prefectura apostólica de las Islas del Mar del Sur
La prefectura apostólica de las Islas del Mar del Sur fue una circunscripción eclesiástica de la Iglesia católica en Oceanía. Se trataba de una prefectura apostólica latina, inmediatamente sujeta a la Santa Sede. Fue suprimida el 13 de mayo de 1836.

## Territorio y organización
La prefectura apostólica extendía su jurisdicción sobre los fieles católicos de rito latino residentes en toda Oceanía, excepto Australia. Originalmente el territorio incluía todas las islas del océano Pacífico entre Nueva Zelanda y la isla de Pascua y al sur del ecuador.

## Historia
La prefectura apostólica de las Islas del Mar del Sur fue erigida el 10 de enero de 1830, tomando su territorio de la prefectura apostólica de Borbón (hoy diócesis de Saint-Denis de Reunión). El primer prefecto, Henri de Solages, ocupó también el cargo de prefecto apostólico de Borbón. No hubo una verdadera sede prefectural: de Solages nunca llegó al territorio debido a su muerte prematura, ocurrida en Madagascar en 1832, y después de él no se nombraron otros prefectos.
El 8 de junio de 1833 se reorganizó la estructura de la Iglesia del Pacífico. La prefectura apostólica cedió la isla de Pascua, Pitcairn, Tuamotu, las islas Marquesas, las islas de la Sociedad y las islas de Tubuai y Roggenwein para la erección de la prefectura apostólica de Oceanía Meridional. Al mismo tiempo, se erigió el vicariato apostólico de Oceanía Oriental (hoy arquidiócesis de Papeete) , que no tenía territorio propio, sino que reunía la prefectura apostólica de Oceanía Meridional y la prefectura apostólica de las Islas Sandwich (hoy diócesis de Honolulu).
El 13 de mayo de 1836 el breve Pastorale officium del papa Gregorio XVI completó la reorganización de 1833 con la erección del vicariato apostólico de Oceanía Occidental (del que deriva la actual diócesis de Auckland) en la parte restante de la prefectura apostólica de las Islas del Mar del Sur, que fue simultáneamente suprimida.

## Episcopologio
- Henri de Solages † (1830-8 de diciembre de 1832 falleció)
  - Sede vacante (1831-1836)[nota 1]